# Wólka Majdańska
Wólka Majdańska (deutsch Charlottenhof) ist ein Ort in der polnischen Woiwodschaft Ermland-Masuren. Er gehört zur Gmina Miłomłyn (Stadt- und Landgemeinde Liebemühl) im Powiat Ostródzki (Kreis Osterode in Ostpreußen).

## Geographische Lage
Wólka Majdańska liegt 800 Meter westlich vom Großen Eyling-See (polnisch Jezioro Ilińsk) im Westen der Woiwodschaft Ermland-Masuren, 15 Kilometer nordwestlich der Kreisstadt Ostróda (deutsch Osterode in Ostpreußen).

## Geschichte
Der Gutsort Charlottenhof mit seiner späteren Ziegelei wurde 1853 gegründet und war bis 1945 eine Ortschaft der Gemeinde Groß Altenhagen (polnisch Majdany Wielkie) im Kreis Osterode in Ostpreußen.
Als 1945 in Kriegsfolge das gesamte südliche Ostpreußen zu Polen kam, war auch Charlottenhof davon betroffen. Der Ort erhielt die polnische Namensform „Wólka Majdańska“, und als Weiler (polnisch Osada) ist er heute Teil der Stadt- und Landgemeinde Miłomłyn (Liebemühl) im Powiat Ostródzki (Kreis Osterode in Ostpreußen), von 1975 bis 1998 der Woiwodschaft Olsztyn, seither der Woiwodschaft Ermland-Masuren zugehörig.

## Kirche
Bis 1945 war Charlottenhof in die evangelische Pfarrkirche Liebemühl in der Kirchenprovinz Ostpreußen der Kirche der Altpreußischen Union, außerdem in die römisch-katholische Kirche Osterode i. Ostpr. eingegliedert.
Heute gehört Wólka Majdańska zur römisch-katholischen Pfarrei St. Bartholomäus Miłomłyn im Bistum Elbląg sowie zur Kirchengemeinde Ostróda in der Diözese Masuren der Evangelisch-Augsburgischen Kirche in Polen.

## Verkehr
Wólka Majdańska liegt an einer Nebenstraße, die – der Trasse der früheren polnischen Landesstraße 7 bzw. der einstigen deutschen Reichsstraße 130 folgend – die Mittelzentren Miłomłyn (Liebemühl) und Małdyty (Maldeuten) miteinander verbindet. Vom Nachbarort Majdany Wielkie (Groß Altenhagen) führt eine Nebenstraße nach Wólka Majdańska.
Eine Anbindung an den Bahnverkehr besteht nicht.